# 松河戸インターチェンジ
松河戸インターチェンジ（まつかわどインターチェンジ）は、愛知県春日井市松河戸町にある名古屋第二環状自動車道のインターチェンジである。

## 概要
清洲JCT・名古屋西JCT方面への入口と同方面からの出口のみを持つハーフインターチェンジである 。このICから名古屋IC・名古屋南JCT方面へは行くことはできず、同方面からの本線流出もできないことから、流出入にあたっては隣りの小幡ICを利用する。所在地は春日井市であるが、すぐ南にある庄内川大橋（国道302号）や松川橋（愛知県道30号関田名古屋線）を渡れば名古屋市守山区である。
IC付近の国道302号は、現状では往復2車線の暫定供用のため、オンランプは未供用部分を横断して設置している。

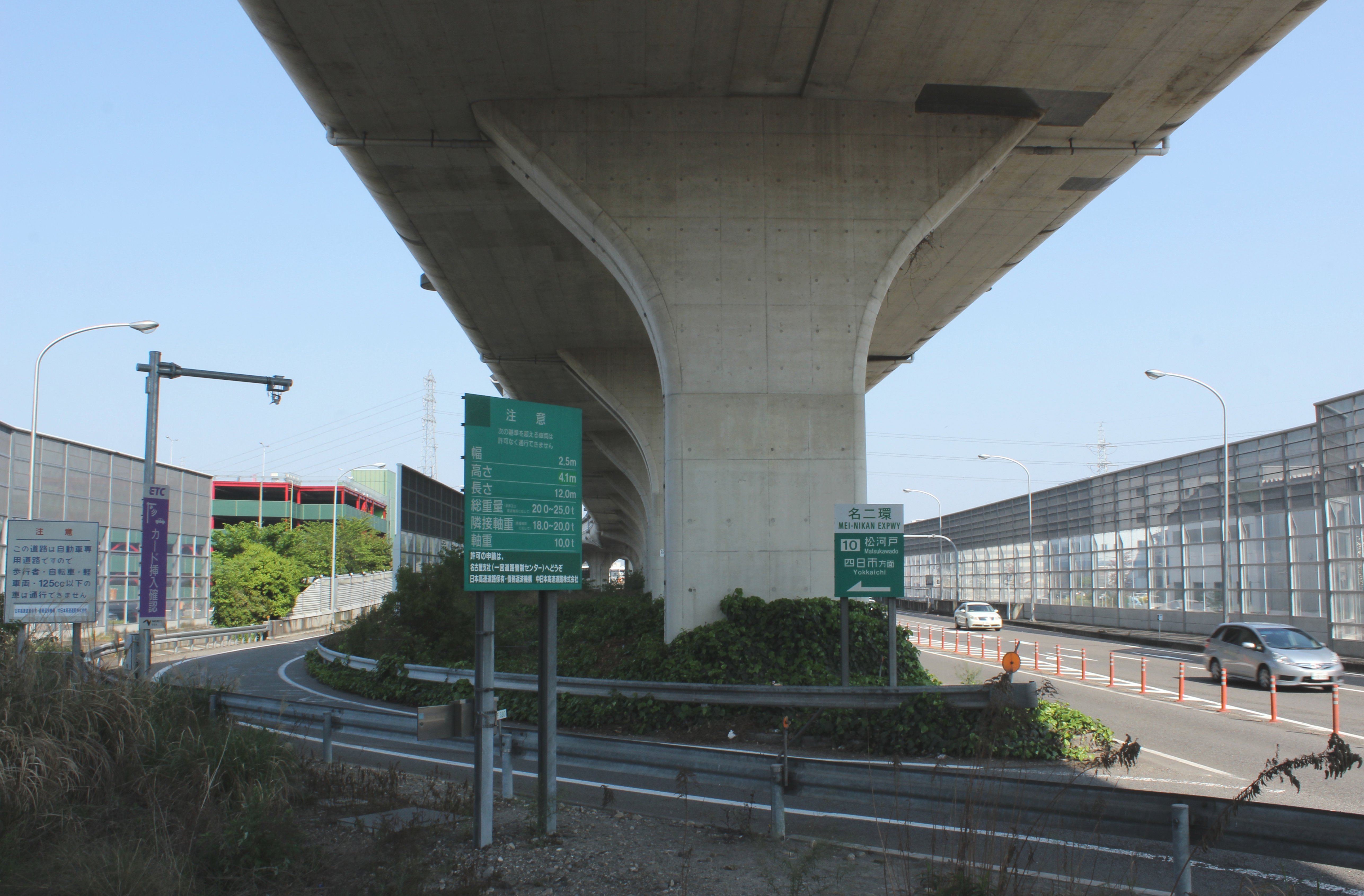
国道302号からの分岐部（道路未供用部分にアプローチ路を施設）
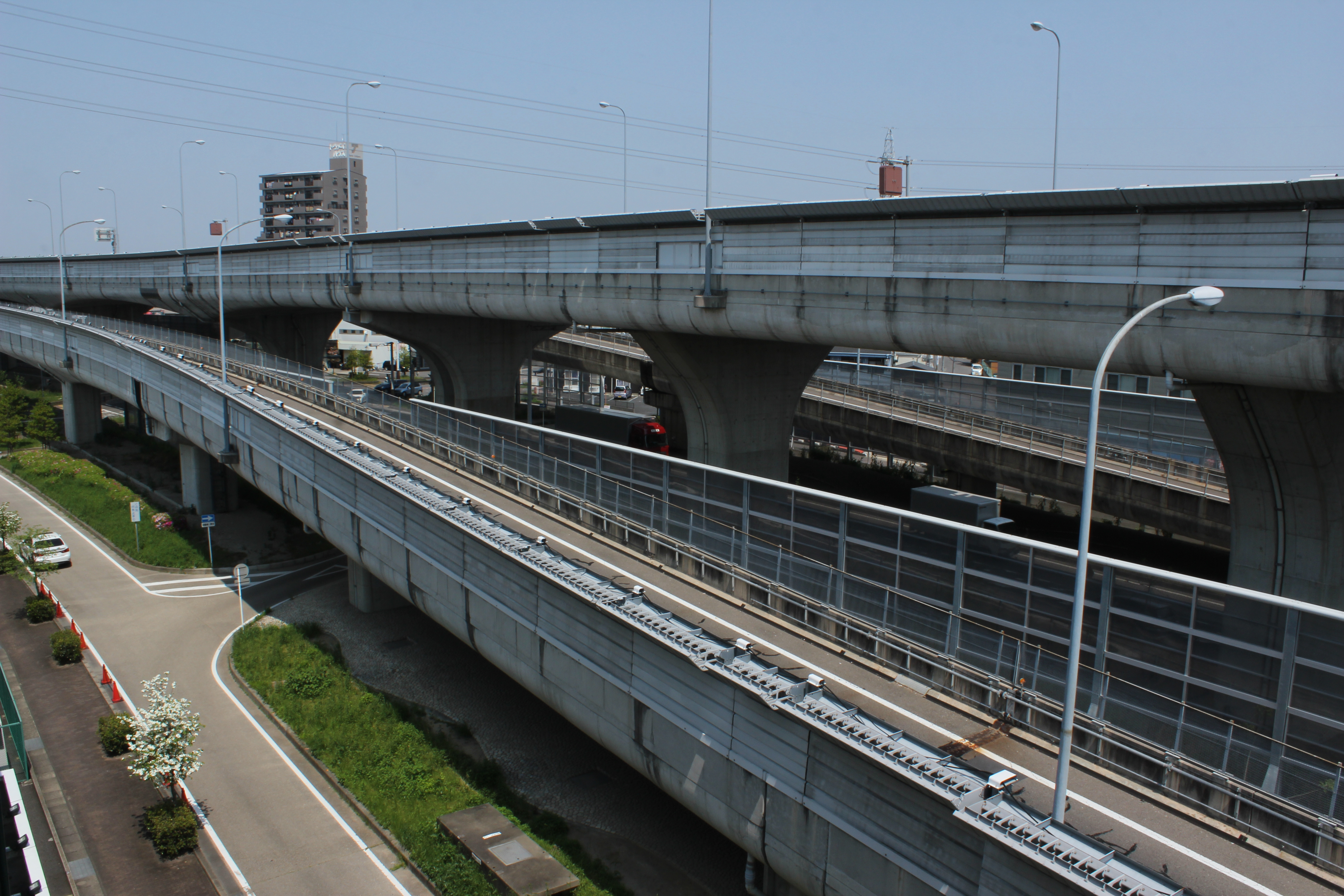
オンランプ
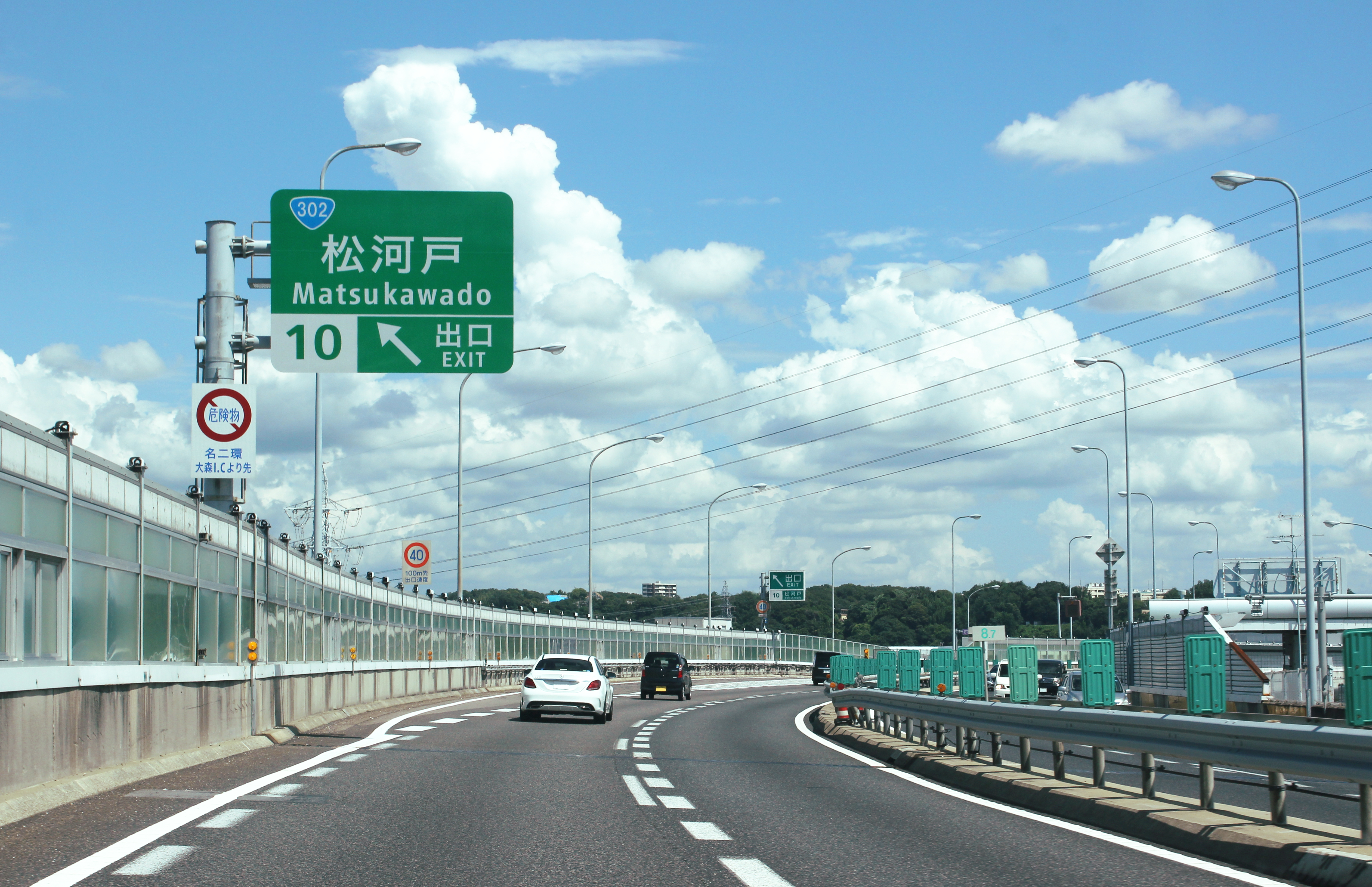
外回り本線流出部 インター出口は春日井市だが画像奥の丘陵地帯は名古屋市守山区

## 歴史
- 1993年（平成5年）12月3日 : 東名阪自動車道勝川IC - 名古屋IC間開通と同時に当ICを開設[6]
- 2011年（平成23年）3月20日 : 所属路線名称を名古屋第二環状自動車道（名二環）に変更[7]

## 周辺
- 王子製紙 春日井工場
- 道風記念館
- コノミヤ 中切店
- 西友 松河戸店
- DCM 松河戸インター店
- 吉田城址（下条（げじょう）公園）

## 接続する道路
- 直接接続
  - 国道302号[5]
- 間接接続
  - 愛知県道30号関田名古屋線[5]

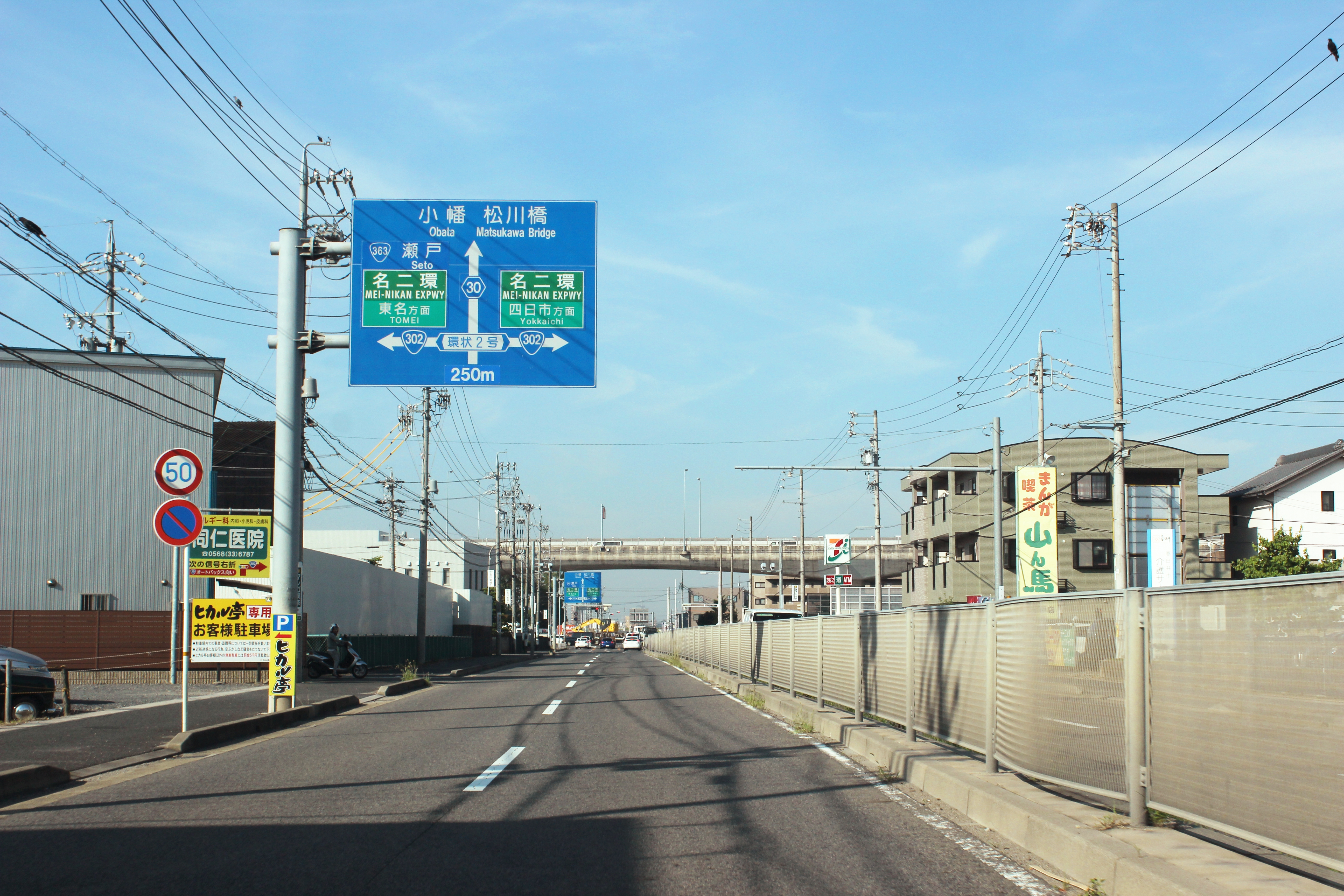
国道302号を介して愛知県道30号と接続

## 料金所

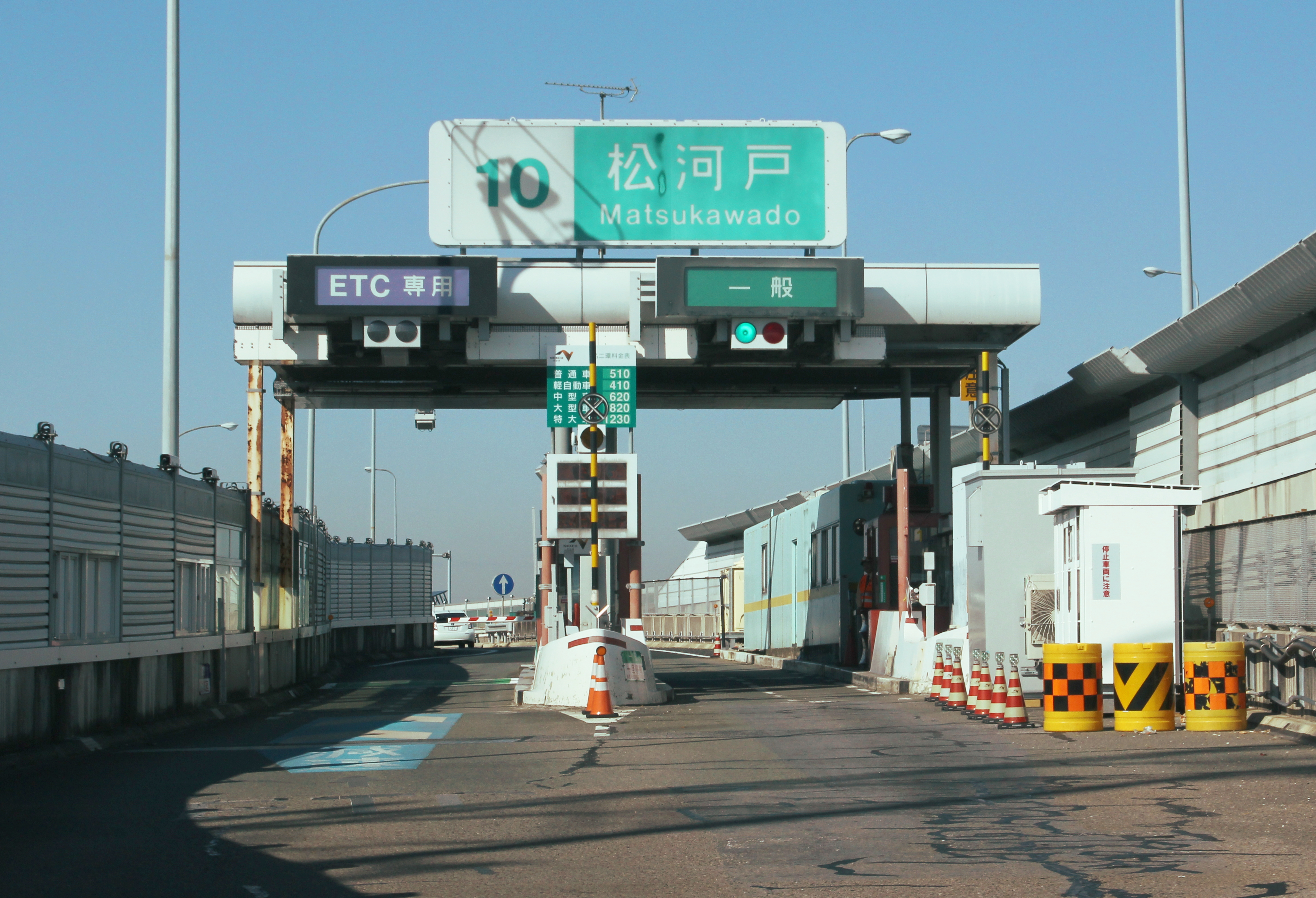
トールゲートは高架部に設置

トールゲートは高架部に設置され、ゲート通過後ただちに本線に合流する。
レーン運用は、時間帯やメンテナンスなどの事情により変更される場合がある。

### 入口
- レーン数 : 2[9]
  - ETC/一般 : 1
  - 一般 : 1

## 隣
C2 名古屋第二環状自動車道
(9)小幡IC - (10)松河戸IC - (11)勝川IC